# Czarnotki
Czarnotki – wieś w Polsce położona w województwie wielkopolskim, w powiecie średzkim, w gminie Zaniemyśl. 

## Położenie
Wieś położona w dolinie rzeki Moskawy, dopływu Warty (nazywany także Maskawą, dawniej Źrenicą). 

## Historia
Czarnotki w XIX wieku były własnością Karczewskich, w tym, w 1881 roku, Ludwika Karczewskiego, a następnie Józefy Karczewskiej z dziećmi. Co najmniej od 1909 do 1926 roku właścicielem majątku był Karol Bniński. Majątek w 1926 roku liczył 444 hektary. W 1939 roku być może własność Heleny Twardowskiej.
W latach 1954–1959 wieś należała i była siedzibą władz gromady Czarnotki, po jej zniesieniu w gromadzie Zaniemyśl. W latach 1975–1998 miejscowość administracyjnie należała do województwa poznańskiego.

## Zabytki
W Czarnotkach mieści się zabytkowy dwór zbudowany w drugiej połowie XIX wieku mieszczący się w parku z XVIII/XIX wieku.

## Turystyka

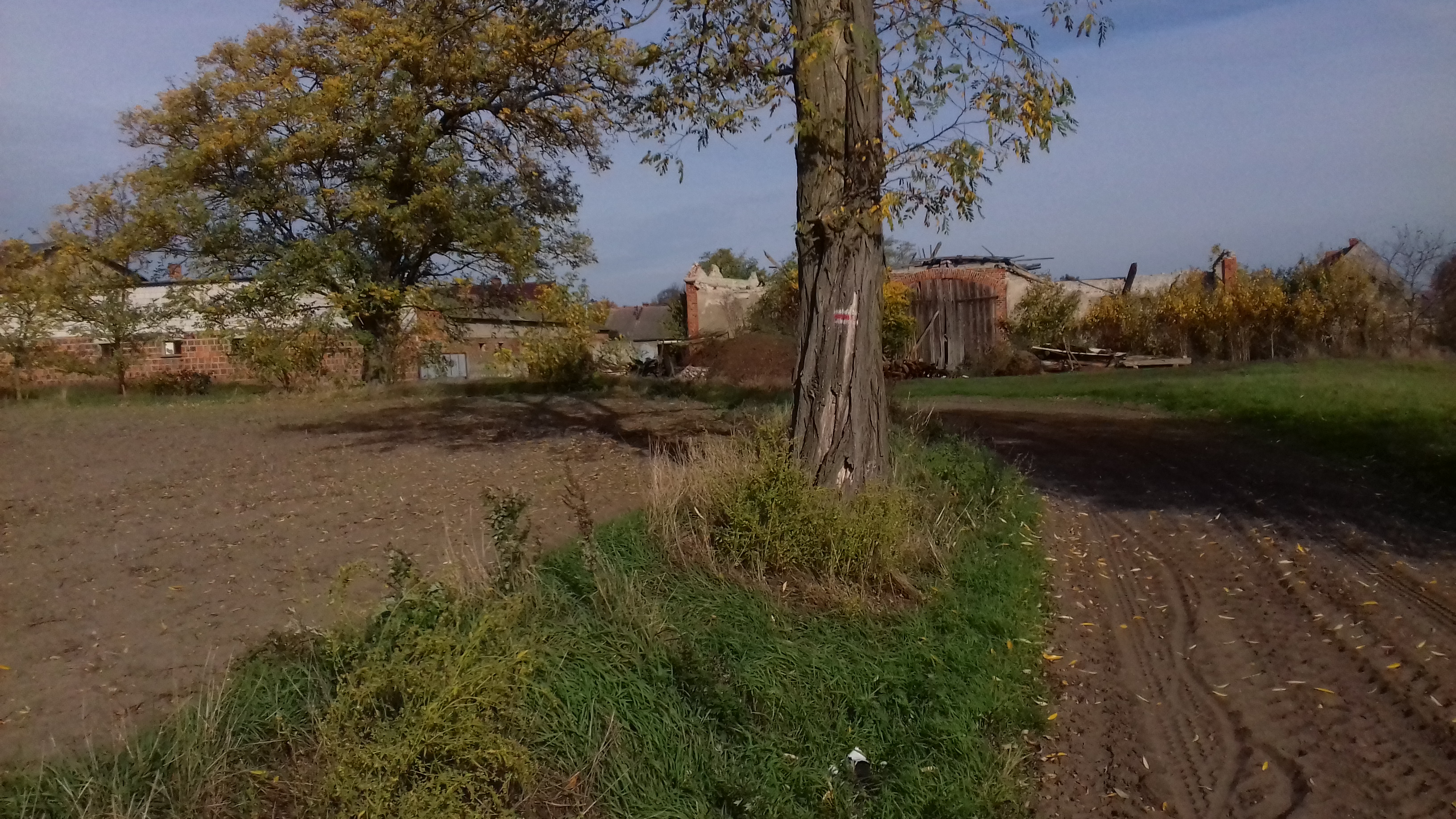
Oznaczenie szlaku pieszego nr 186 (czerwonego) na południowo-zachodnich obrzeżach wsi

Przez Czarnotki przebiega  Szlak turystyczny Osowa Góra - Sulęcinek